# 阿尔玛·赛德勒戒指
阿尔玛·赛德勒戒指是伊夫兰戒指的女性版本。1978年，阿尔玛·赛德勒戒指由奥地利政府创设。与伊夫兰戒指持有者类似，阿尔玛·赛德勒戒指的持有者也需要在遗嘱中将戒指遗赠给自己眼中的“德语表演界最突出、最有价值的女演员”。该戒指得名于奥地利演员阿尔玛·赛德勒。